# Esteban de Chatillon
Esteban (Châtillon-sur-Chalaronne, 1155 - Die, 7 de septiembre de 1208), fue un monje, más tarde un abad cartujo, prior de la Cartuja de Portes en Bugey, que se convirtió en obispo de Die; es venerado por la Iglesia Católica como santo y patrón de la ciudad de Châtillon-sur-Chalaronne.
Nació en Châtillon-les-Dombes (hoy Châtillon-sur-Chalaronne), entonces perteneciente a la archidiócesis de Lyon, de las nobles familias Chatillon y Montrevel.

## Hagiografía
Desde muy joven mostró un carácter dulce, modesto y disponible, una gran sabiduría y prudencia y una gran propensión al estudio y la oración. Sin embargo, sus compañeros lo consideraron un poco misántropo. Para seguir su vocación mística, a los veinticinco años ingresa en la Orden de la Cartuja y se retira a la Cartuja de Portes, en la región de Bugey, dedicándose al estudio, al ayuno y a la penitencia, yendo mucho más allá de las prescripciones impuestas por la cartuja y por los superiores. A menudo pasaba la noche mirando y meditando. A la muerte de su superior, en 1196 sus hermanos lo eligieron prior, cargo que ocupó con gran sabiduría. Sus virtudes taumatúrgicas y proféticas pronto se destacaron con muchas curaciones prodigiosas y con profecías confirmadas posteriormente, su profecía más conocida es la de la predicción de la fundación de la Orden Dominicana, que entonces realmente tuvo lugar en 1215, siete años después de su muerte. La fama de su santidad se extendió a la región cercana y un gran número de fieles acudieron a él en busca de consejo espiritual y consuelo.
A la muerte del obispo de Die en el Dauphiné, los canónigos del cabildo catedralicio lo eligieron obispo sin su conocimiento, pero por temor a que por humildad rechazara el cargo, se molestaron en acudir al papa Inocencio III para obtener una bula papal de confirmación. Con esto se acercaron a él y le rogaron que aceptara ser obispo de Die, pero él se negó, diciendo: "Me asombra que hombres sabios como vosotros hayan puesto su mirada en un religioso ignorante y desconocido, sin experiencia, criado en el desierto y que no conoce los asuntos de la Iglesia, ni los del mundo, que no posee ninguna de las virtudes exigidas a un obispo, que dedica todo su tiempo a la penitencia. Me sorprende que queráis imponerle una carga tan pesada. Cambiad de opinión, por favor, dejad de forzarme, ¡nunca lo aceptaré!"  Pero los canónigos no se rindieron y se dirigieron al Padre General de la Cartuja, el venerable Jancelino, prior de la Grande Chartreuse, quien en nombre de la obediencia obligó a Esteban a aceptar. En 1207 fue consagrado obispo por el arzobispo Jean de Sassenage en la catedral de Vienne.
De regreso a Die, marcó su episcopado con la máxima sencillez, guiando a la diócesis con gran sabiduría, guiando a los fieles más con su propio ejemplo de vida que con palabras. En poco tiempo moralizó la vida de su diócesis. Al mismo tiempo, nunca abandonó la Cartuja de Portes a la que había permanecido apegado, permanecía allí periódicamente, dedicándose a la oración y la contemplación. Siempre prestó especial atención a los pobres, los necesitados y los enfermos, a quienes ayudó y cuidó personalmente. Golpeado a los pocos meses por una grave enfermedad, la aceptó cristianamente, ofreciendo todos sus sufrimientos por la salvación de las almas. Unos días antes de que esto sucediera, Esteban anunció la hora y el día de su muerte, y mientras en el lecho del sufrimiento recibía la unción de los enfermos, una mujer que padecía una enfermedad incurable le pidió una bendición particular, que él, con su mano temblando, le dio, obteniendo curación.

## Veneración
El Martirologio Romano establece el memorial litúrgico el 7 de septiembre.
Los restos de Esteban fueron enterrados bajo el altar de la Virgen María en la Catedral de Die. Se le atribuyeron varios milagros ocurridos después de su muerte, tanto es así que en 1231 el arzobispo de Grenoble Soffroy, junto con otros obispos, escribió una carta al Papa Gregorio IX proponiendo su canonización. En 1557 se abrió la tumba y se encontró el cuerpo incorrupto, pero en 1561, durante las guerras de religión, fue profanado, quemado y dispersado por los hugonotes. El Papa Pío IX, en 1852 aprobó su culto limitado a la diócesis de Valence y en 1857 lo autorizó para la Cartuja. El Papa Pío X, en 1907 lo hizo universal.